# Polní Chrčice
Polní Chrčice település Csehországban, a Kolíni járásban. Polní Chrčice Sány, Radovesnice II, Ohaře, Dománovice, Žehuň, Choťovice és Dobšice településekkel határos. Lakosainak száma 187 fő (2024. január 1.).

## Népesség
A település lakosságának változását az alábbi diagram mutatja:
| Lakosok száma | 331  | 371  | 366  | 269  | 209  | 144  | 145  | 174  | 177  | 187  |
|               | 1869 | 1890 | 1921 | 1950 | 1980 | 2001 | 2017 | 2019 | 2022 | 2024 |